# Orbot
OrbotはAndroidおよびiOSユーザーに匿名でのインターネット環境を提供することを目的とした自由ソフトウェアプロジェクトである。

## 概要
このソフトウェアはTorネットワークのクライアントとして動作し、匿名性の高いTorネットワーク上でのWebブラウジングや電子メール送受信、地図ソフトの使用などを実現する。
たとえばWebブラウジングの場合、WebブラウザのOrfoxと組み合わせて用いられた。
このソフトウェアを通したTorネットワークの匿名性は政府その他の第三者による通信の傍受からの保護を可能にする。

## 関連記事
- Hathaway, Jay (2010年4月19日). “Orbot offers anonymous browsing on Android, via Tor”.  Switched.com. 2012年7月21日閲覧。